# Paul Plishka
Paul Plishka (Old Forge, Pensilvania, 28 de agosto de 1941-4 de febrero de 2025) fue un bajo cantante de ópera estadounidense de origen ucraniano.

## Biografía
Plishka es hijo de inmigrantes ucranianos. Estudió en el Montclair State College con Armen Boyajian (también el pedagogo de Marisa Galvany y  Samuel Ramey), e hizo su debut operístico con la Opera Lírica de Paterson, en 1961.
Plishka hizo su debut oficial con el Metropolitan Opera House en Nueva York como el Monje, en La Gioconda, en 1967.
Se convirtió en uno de los bajos principales de la compañía, y ha aparecido en muchos otros escenarios, incluyendo el Teatro de La Scala en Milán (debut en La condenación de Fausto, 1974).
Plishka sigue llevando a cabo su trabajo y es un habitual en la Metropolitan Opera House en Nueva York.
En la temporada 2008/09, aparece en La Bohème en el Met como Alcindoro. Ha completado 1500 representaciones en esa compañía en 33 temporadas.